# Donau-Altarmweg

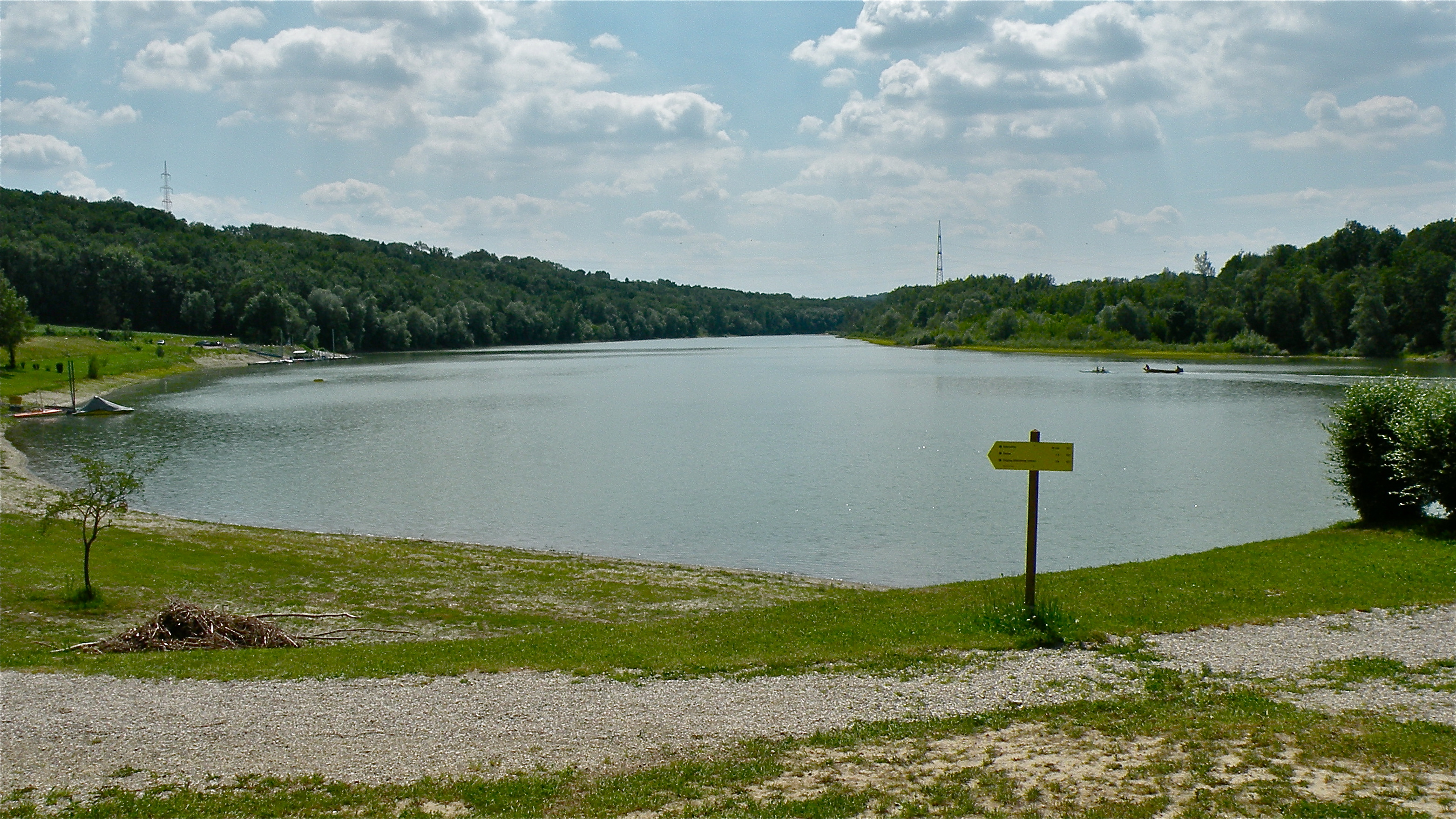
Donau-Altarm Wallsee

Der Donau-Altarmweg ist ein rund acht Kilometer langer bundeslandübergreifender regionaler Rundwanderweg um den Donau-Altarm Wallsee in der Nähe des Donaukraftwerks Wallsee-Mitterkirchen.

## Beschreibung
Der Wanderweg führt über die Gemeindegebiete der oberösterreichischen Marktgemeinde Mitterkirchen im Machland und der niederösterreichischen Gemeinden Wallsee-Sindelburg und Strengberg, wurde 2010 neu gestaltet und im Rahmen der oberösterreichisch-niederösterreichischen Gemeinschaftsausstellung Donau – Fluch und Segen neu eröffnet.
Der in beide Richtungen begehbare und beschilderte Rundwanderweg hat seinen Ausgangspunkt an der Donau-Altarmbrücke beim Ruderer-Vereinshaus. Auf dem Weg werden die drei in den Altarm mündenden Fließgewässer Donau-Altarmzufluss, Aubach und Erlabach überquert.
Weitere lokale Wanderwege überschneiden sich teilweise mit dem Altarmweg: Donaumandl-Kraftwerksweg, Rohrmühlenweg und Panorama-Donaublickweg.
Ein Wegstück ist auch Teil der Ost-West-Route des österreichischen Jakobwegs, des Donauhöhen-Rundwanderwegs und des Mostviertel Rundwanderwegs.  Seit 2002 führt der Wallseer Verein Laufsportfreunde „Donaumandl“ auf dem Wanderweg den Wallseer Donau-Altarmlauf durch, an dem rund 500 Personen teilnehmen.

## Donau-Altarm Wallsee

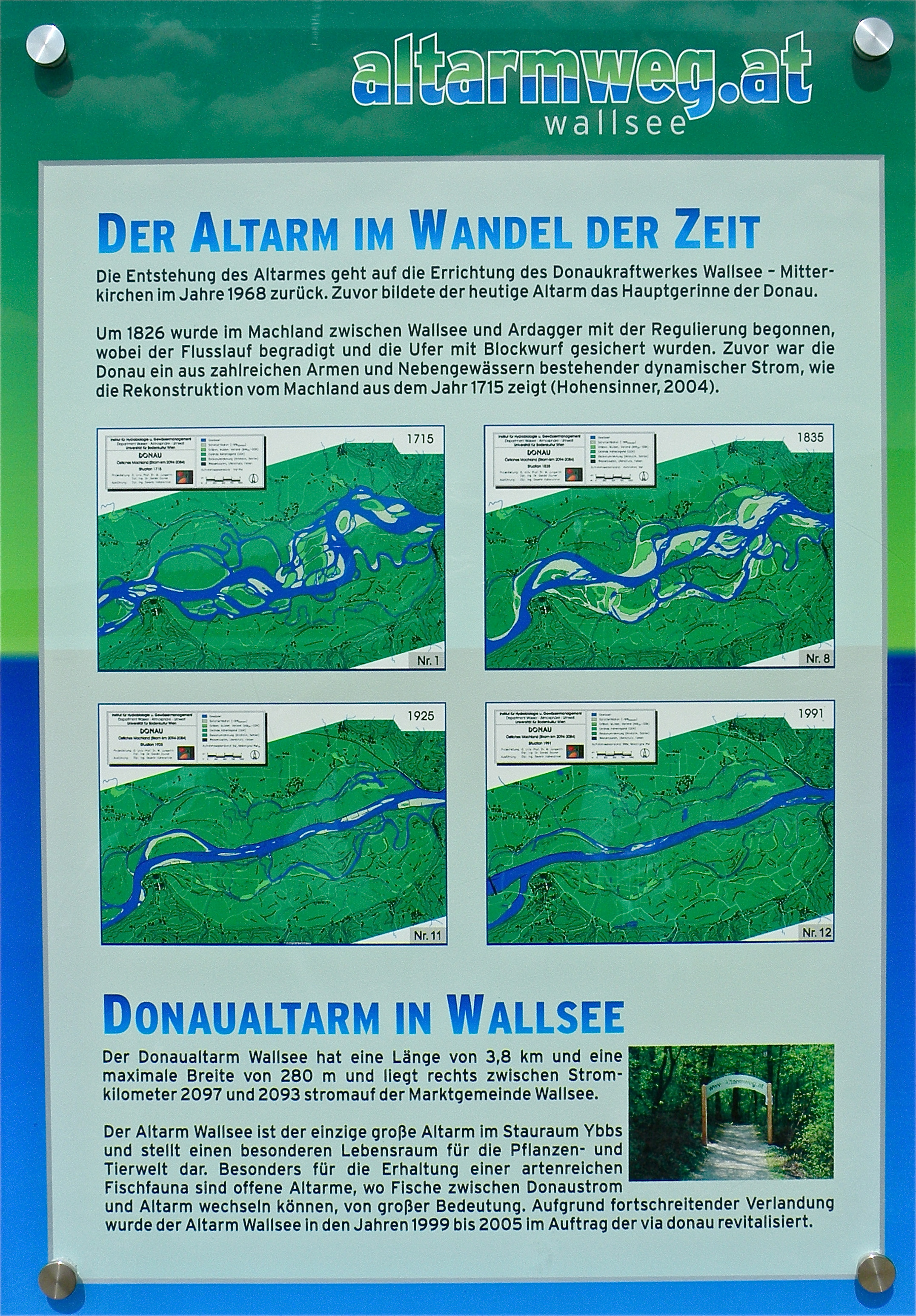
Informationstafel Donau-Altarm in Wallsee-Sindelburg

Der Altarm der Donau war nach der Regulierung der Donau um 1826 im 19. und 20. Jahrhundert das Hauptgerinne der Donau in diesem Abschnitt und ist nach der Umleitung der Donau in ein neues Flussbett anlässlich der Errichtung des Donaukraftwerks Wallsee-Mitterkirchen im Jahr 1968 erhalten geblieben.
Der Donau-Altarm Wallsee hat eine Länge von etwa 3,8 Kilometer und eine maximale Breite von 280 Metern. Er liegt rechts der Donau zwischen Stromkilometer 2097 und 2093 stromauf der Marktgemeinde Wallsee-Sindelburg.
Es ist der einzige große Altarm im Stauraum des Donaukraftwerks Ybbs-Persenbeug und er bildet einen besonderen Lebensraum für die Pflanzen- und Tierwelt. Für die Erhalten einer artenreichen Fischfauna sind offene Altarme mit Wechselmöglichkeit zwischen Donaustrom und Altarm von großer Bedeutung. Der Altarm wurde nach fortschreitender Verlandung von 1999 bis 2005 revitalisiert.